# Pere Ubu
Pere Ubu [pɛːr yby] ist eine US-amerikanische Rockband, die 1975 in Cleveland, Ohio, gegründet wurde. Ihr französischer Name ist Ubu roi (dt.: König Ubu), dem absurden Theaterstück Alfred Jarrys, und dessen Hauptfigur Père Ubu (dt.: Vater Ubu) entlehnt. Der Name unterstreicht den künstlerischen Anspruch der Band, so kombiniert Pere Ubu experimentelle Rockmusik mit Elementen aus Punk, Musique concrète, Krautrock oder Free Jazz. Die Band bezeichnet ihre Musik als „Avant-Garage“, einer Mischung aus Avantgarde und Garage Rock.

## Geschichte
Im Jahr 1974 gründete David Thomas (1953–2025) die Band Rocket from the Tombs. Nach künstlerischen Differenzen zwischen den Mitgliedern löste sich die Band 1975 auf. Thomas und Peter Laughner gründeten Pere Ubu, während Gene O’Connor und John Madansky später als Dead Boys bekannt wurden. Nach der Jahrtausendwende fanden sich Rocket from the Tombs in verschiedenen Konstellationen mehrfach wieder zusammen. Neben David Thomas war auch der zeitgleich bei Pere Ubu beschäftigte Steve Mehlman immer beteiligt, zudem spielte Ubu-Musiker Gary Siperko auf dem Album Black Record.
Pere Ubu wuchs um weitere Mitglieder an und nahm im September 1975 ihre erste Single 30 Seconds over Tokyo auf. Anfang 1976 folgte die Single Final Solution. In Ermangelung eigener Kompositionen spielte die Band bei Live-Auftritten zunächst viele Coverversionen, darunter Lieder von den MC5, The Stooges oder The Velvet Underground. Den Single-Veröffentlichungen folgten Auftritte im Max’s Kansas City Club in New York und einigen Clubs in Cleveland. Nach einigen Umbesetzungen in der Band kam es Mitte 1976 zur Veröffentlichung der dritten Single Street Waves, auf der erstmals die 'klassische' Besetzung Thomas, Herman, Ravenstine, Maimone und Krauss zu hören ist.
Diese Single war es auch, die Cliff Burnstein, einen A&R-Mann von der Plattenfirma Mercury Records, auf die Band aufmerksam machte. Jedoch hielt Burnstein seine Firma nicht für das geeignete Label, sicherte jedoch in einem Gespräch mit Thomas der Band seine Unterstützung zu. Zwei Wochen später zeigte auch Chrysalis Records Interesse an Pere Ubu. Damit unter Druck gesetzt, schuf Burnstein eigens für die Band das Label Blank Records, das dann als Unterlabel von Mercury betrieben wurde. Daraufhin erschien im Februar 1978 das erste Album The Modern Dance. Nach einer Tournee durch die USA und Europa erschien im gleichen Jahr noch das Album Dub Housing. Auch im folgenden Jahr tourte die Band in Europa, diesmal zusammen mit Nico und The Red Crayola. Nachdem 1979 das dritte Album New Picnic Time veröffentlicht worden war und die Band in San Diego einen Auftritt vor nur fünf Zuhörern gehabt hatte, verließ Gitarrist Tom Herman die Band und wurde durch Mayo Thompson von The Red Crayola ersetzt. Im Grunde war The Red Crayola mehr ein Projekt Mayo Thompsons mit ständig wechselnden Mitgliedern, und so waren Pere Ubu, noch mit Tom Herman, komplett am Album Soldier Talk (1979) von The Red Crayola beteiligt gewesen.
Pere Ubu veröffentlichte noch zwei weitere Alben, die von Kritikern hoch gelobt wurden. Doch innerhalb der Band gab es zunehmend Spannungen. David Thomas verwirklichte sich zwischen 1982 und 1987 auf insgesamt sechs Alben unter eigenem Namen, die alle eine Weiterführung des Ubu-Sounds bedeuteten. Ehemalige (Allan Ravenstine, Tony Maimone, Anton Fier), aber auch zukünftige Pere-Ubu-Mitglieder (Jim Jones, Chris Cutler) wirkten bei den wechselnden Soloprojekten von Thomas mit. Scott Krauss und Tony Maimone gründeten eine neue Band namens Home & Garden. Pere Ubu selbst schien aufgelöst, ohne dass es jemand verkündet hatte.
Die Besetzung von David Thomas & the Wooden Birds war auf deren zweiten Album Blame the Messenger aber im Prinzip schon eine neue Inkarnation von Pere Ubu (mit Jim Jones anstelle von Mayo Thompson an der Gitarre und Chris Cutler), und es brauchte nur noch die Rückkehr von Scott Krauss, um mit dem Album The Tenement Year (das erste von vier Alben auf dem Majorlabel Fontana Records) wieder unter dem Namen Pere Ubu zu firmieren. Für das folgende Album Cloudland (letztmalig mit Allen Ravenstine, der nach den Aufnahmen durch Eric Drew Feldman ersetzt wurde) arbeitete man mit Stephen Hague als Produzenten zusammen. Dessen Erfahrungen mit den Pet Shop Boys und New Order bescherten die eingängigsten und poppigsten Songs der Band.
Mit Ray Gun Suitcase (1995) und der damit einhergehenden Rückkehr zu unabhängigen Plattenfirmen präsentierte sich Pere Ubu in stark veränderter Besetzung: Neben David Thomas, Jim Jones und Tom Herman, der für drei Alben zur Band zurückkehrte, stießen nun drei Musiker zu Pere Ubu, die die Band für lange Zeit prägen sollten: Michele Temple (Bass; bis heute bei Pere Ubu), Robert Wheeler (Synthesizer; bei Pere Ubu bis zum Album The Long Goodbye, 2019) und Steve Mehlman, der unmittelbar nach den Aufnahmen zu Ray Gun Suitcase Scott Benedict am Schlagzeug ablöste (bei Pere Ubu bis zum Album 20 Years in a Montana Missile Silo, 2017). Es folgten weitere Studio- und Livealben, aber auch vieles aus früheren Phasen der Band wurde wiederveröffentlicht. 1996 erschien mit Erewhon das erste Album von David Thomas & Two Pale Boys. Das Trio mit Keith Moliné und Andy Diagram, das in erweiterter Besetzung auch als The Pale Orchestra in Erscheinung trat, blieb für fast zehn Jahre ein Pere Ubu durchaus gleichwertiges Zweitprojekt von David Thomas. Nach dem Album 18 Monkeys on a Dead Man's Chest (2004) wurde Keith Moliné festes Mitglied von Pere Ubu. Er ersetzte Tom Herman und Jim Jones an der Gitarre. Seit dem Album Long Live Père Ubu! (2009) verstärkt Gagarin (Graham Dowdall; Synthesizer und Electronics) die Band. Der Klarinettist Darryl Boon gehörte der Band vom Album Lady from Shanghai (2013) bis zum Album The Long Goodbye (2019) an. Mit Trouble on Big Beat Street (2023) war auch der zweite Pale Boy Andy Diagram Mitglied von Pere Ubu.
Die einzige Konstante der Bandgeschichte blieb bis zu seinem Tod im April 2025 David Thomas. Andere Mitglieder verließen die Band, um später zurückzukehren. Unstet erscheint die Veröffentlichungspraktik der Band: Erschien das erste Album noch unter der Obhut des Mercury Labels, wechselte man für das zweite schon zu Chrysalis. Anschließend folgte die vertragliche Verpflichtung bei Rough Trade Records, und zur Reunion 1987 unterschrieb man bei Fontana Records. Danach kehrte Pere Ubu zu unabhängigen Plattenfirmen zurück. Das aktuelle Label der Band ist Cherry Red Records.
Erfolge in den Charts konnte die Band nicht erreichen. Dennoch fanden ihre Veröffentlichungen immer große Beachtung.

## Musik
Auf der Website der Band bezeichnet sie sich selbst schlicht als „Rockband“. In ihrer Anfangszeit wurde die Band vor dem Hintergrund der Punk-Bewegung als Punkband kategorisiert, später als Vertreterin des New Wave.
Als Alan Bangs Ende der 1970er Jahre eine zweite Radiosendung auf BFBS neben dem etablierten Nightflight machen durfte, in der „andere“ Musik gespielt werden sollte, benannte er sie in Ermangelung einer wirklich treffenden Kategorie nach dem ersten Album von Pere Ubu The Modern Dance.
„30 Seconds over Tokyo“ wurde in die Wire-Liste The Wire’s “100 Records That Set the World on Fire (While No One Was Listening)” aufgenommen.

## Diskografie
Pere Ubu
Studioalben
- The Modern Dance (1978)
- Dub Housing (1978)
- New Picnic Time (1979)
- The Art of Walking (1980)
- Song of the Bailing Man (1982)
- The Tenement Year (1988)
- Cloudland (1989)
- Worlds in Collision (1991)
- Story of My Life (1993)
- Ray Gun Suitcase (1995)
- Pennsylvania (1998)
- St Arkansas (2002)
- Why I Hate Women (2006)
- Why I Remix Women (Remixe von Stücken des Albums Why I Hate Women von David Thomas, Michele Temple, Keith Moliné und Gagarin (Graham Dowdall), 2006)
- Long Live Père Ubu! (2009, mit Sarah Jane Morris)
- Lady from Shanghai (2013)
- Carnival of Souls (2014; die LP-Version beinhaltet 5 kurze musikalische Zwischenspiele (Strychnine 1 - 5), die CD-Version stattdessen das zwölfminütige Stück Brother Ray.)
- 20 Years in a Montana Missile Silo (2017)
- The Long Goodbye (2019; die CD-Version beinhaltet neben dem Studioalbum eine Live-CD, aufgenommen in Montreuil bei Paris, auf der auch alle Stücke des Studioalbums enthalten sind.)
- Trouble on Big Beat Street (2023; die CD-Version beinhaltet sieben zusätzliche Stücke.)

Livealben
- 390 Degrees of Simulated Stereo (aufgenommen 1976–1979; 1981)
- One Man Drives While the Other Man Screams (aufgenommen 1978–1981; 1989)
- Apocalypse Now (aufgenommen am 07.12.91 in Chicago / USA; 1999)
- The Shape of Things (aufgenommen am 07.04.1976 in Cleveland / USA; 2000)
- London Texas (aufgenommen am 16.03.1989 in London / GB; 2009)
- Live at the Longhorn (aufgenommen am 01.04.1978 in Minneapolis / USA; 2013)
- The Pere Ubu Moon Unit (aufgenommen am 21.11.2014 in Leeds / GB; 2015)
- By Order of Mayor Pawlicki (aufgenommen hauptsächlich am 15.07.2017 auf dem Scena Rynek Festival in Jarocin / Polen; 2020)

Kompilationen
- Datapanik in the Year Zero (EP, 1978; umfasst A- und B-Seite der erste Single, die B-Seiten der zweiten und vierten Single und eine frühe Fassung von The Modern Dance mit dem Titel Untitled.)
- Terminal Tower (Singles-Zusammenstellung, 1985; umfasst alle nicht auf den Studioalben enthaltenen Single-Stücke der ersten Bandphase bis 1982 und Untitled, siehe oben.)
- The Hearpen Singles (4x7"-Box-Set, 1995; umfasst die ersten vier Singles von Pere Ubu. Die 2016 erschienene CD The Hearpen Singles 1975-1977 enthält zusätzlich Untitled, siehe oben.)
- Datapanik in the Year Zero (CD-Box-Set; Die Erstauflage (1996) umfasst beinahe[Anm. 1] das gesamte Studiowerk der ersten Bandphase bis 1982, bislang unveröffentlichte Liveaufnahmen (390 Degrees of Simulated Stereo, Vol. 2) und eine Auswahl von Aufnahmen dieser Zeit aus dem Umfeld von Pere Ubu (Terminal Drive). 390 Degrees of Simulated Stereo, Vol. 2 ist nicht mehr Bestandteil der Zweitauflage von 2009.)
- Elitism for the People 1975-1978 (2015; der Kompilation liegt das Livealbum Manhattan bei, aufgenommen am 15 February 1977 im Max's Kansas City in New York City.)
- Architecture of Language 1979-1982 (2016)
- Drive, He Said 1994-2002 (2017)
- Les Haricots Sont Pas Salés 1987-1991 (2018; das Album Story of My Life konnte aus rechtlichen Gründen nicht in die Kompilation einbezogen werden.)
- Nuke the Whales 2006-2014 (2022)

Nebenprojekte der Mitglieder von Pere Ubu (Auswahl)
- Rocket from the Tombs: A Night of Heavy Music (Musikkassette, 1975); The WMMS Demos (Musikkassette, 1975); The Day the Earth met the Rocket from the Tombs (2002; Aufnahmen von 1975); Rocket Redux (2004; Neueinspielungen von Stücken aus der ersten Bandphase); Barfly (2011); Black Record (2015)
- The Red Crayola: Soldier Talk (1979); u. a. mit Mayo Thompson, David Thomas, Scott Krauss, Tony Maimone, Allan Ravenstine und Tom Herman. Allan Ravenstine spielte auch auf den folgenden drei Alben von The Red Crayola.
- David Thomas & the Pedestrians: The Sound of the Sand And Other Songs of the Pedestrian (1981); Variations on a Theme (with Richard Thompson; 1983); More Places Forever (1985)
- David Thomas & His Legs: Winter Comes Home (1983)
- David Thomas & the Accordion Club: David Thomas & the Accordion Club (2008; aufgenommen 1985)[Anm. 2]; Scraping the Bottom of the Happy Jar (2023; aufgenommen 1993)[Anm. 2]
- David Thomas & the Wooden Birds: Monster Walks the Winter Lake (1986); Blame the Messenger (1987)
- David Thomas & Two Pale Boys: Erewhon (1996); Meadville (1997); Surf's Up! (2001); 18 Monkeys on a Dead Man's Chest (2004)
- David Thomas & the Pale Orchestra: Mirror Man, Act 1: Jack & the General (1999); Mirror Man, Act 2: Bay City (2009; aufgenommen 2001)[Anm. 2]
- David Thomas & Foreigners: Bay City (2000)
- David Thomas & P. O. Jørgens: Live Free or Die (2017; mit P. O. Jørgens von David Thomas & Foreigners)
- David Thomas: Monster (CD-Box-Set; Die Erstauflage (1997) umfasst die Alben der Pedestrians, der Wooden Birds und Meadville von David Thomas & Two Pale Boys. Meadville ist nicht mehr Bestandteil der Zweitauflage von 2004.)
- Terry Hartman & Peter Laughner: Notes on a Cocktail Napkin (1970). Von Peter Laughner († 1977) existieren weitere, posthume Veröffentlichungen.
- Tripod Jimmie (mit Tom Herman): Long Walk Off a Short Pier (1982); A Warning to All Strangers (1985); Unclaimed Freight (1995; aufgenommen 1981–1986)
- Home & Garden (mit Scott Krauss, Tony Maimone und Jim Jones): History and Geography (1984)
- Easter Monkeys (mit Jim Jones; aktiv 1981 – 1984): Splendour of Sorrow (1990)

Auf der Bandcamp-Seite pereubumusic finden sich die meisten der offiziellen Alben von Pere Ubu. Auf der Bandcamp-Seite pereubu findet sich neben dem Studioalbum Trouble on Big Beat Street eine große Anzahl von Download-Only-Live-Alben von Pere Ubu und den weiteren Projekten von David Thomas.